# Hülsensteeg
Hülsensteeg ist ein Wohnplatz in der Gemeinde Kürten im Rheinisch-Bergischen Kreis.

## Lage und Beschreibung
Der Ort liegt östlich von Kürten, von dem er nur durch die Kürtener Sülz getrennt ist. Der Ort ist im Wesentlichen geprägt durch eine einheitliche Siedlung neueren Datums.

## Geschichte
Die Topographia Ducatus Montani des Erich Philipp Ploennies aus dem Jahre 1715, Blatt Amt Steinbach, belegt, dass der Ort bereits 1715 als Ort mit einem Hof bestand und als Hülsensteg bezeichnet wurde. Aus der Charte des Herzogthums Berg 1789 geht hervor, dass Hülsensteeg zu dieser Zeit Teil der Honschaft Breibach im Kirchspiel Kürten im Landgericht Kürten war.
Unter der französischen Verwaltung zwischen 1806 und 1813 wurde das Amt Steinbach aufgelöst und Hülsensteeg wurde politisch der Mairie Kürten im Kanton Wipperfürth im Arrondissement Elberfeld zugeordnet. 1816 wandelten die Preußen die Mairie zur Bürgermeisterei Kürten im Kreis Wipperfürth.
Hülsensteeg gehörte zu dieser Zeit zur Gemeinde Kürten.
Der Ort ist auf der Topographischen Aufnahme der Rheinlande von 1824 als Steg und auf der Preußischen Uraufnahme von 1840 als Holzensteg verzeichnet. Ab der Preußischen Neuaufnahme von 1892 ist er auf Messtischblättern regelmäßig als Hülsensteeg verzeichnet.
1830 hatte der Ort 29 Einwohner und wurde mit Holzensteg bezeichnet. Der 1845 laut der Uebersicht des Regierungs-Bezirks Cöln als Hof kategorisierte Ort besaß zu dieser Zeit drei Wohnhäuser. Zu dieser Zeit lebten 50 Einwohner im Hülsensteeg genannten Ort, davon alle katholischen Bekenntnisses. Die Gemeinde- und Gutbezirksstatistik der Rheinprovinz führt Hülsensteeg 1871 mit drei Wohnhäusern und 30 Einwohnern auf.
Im Gemeindelexikon für die Provinz Rheinland von 1888 werden fünf Wohnhäuser mit 28 Einwohnern angegeben. 1895 hatte der Ort fünf Wohnhäuser und 25 Einwohner. 1905 besaß der Ort drei Wohnhäuser und 23 Einwohner und gehörte konfessionell zum katholischen Kirchspiel Kürten.
1927 wurden die Bürgermeisterei Kürten in das Amt Kürten überführt. In der Weimarer Republik wurden 1929 die Ämter Kürten mit den Gemeinden Kürten und Bechen und Olpe mit den Gemeinden Olpe und Wipperfeld zum Amt Kürten zusammengelegt. Der Kreis Wipperfürth ging am 1. Oktober 1932 in den Rheinisch-Bergischen Kreis mit Sitz in Bergisch Gladbach auf.
1975 entstand aufgrund des Köln-Gesetzes die heutige Gemeinde Kürten, zu der neben den Ämtern Kürten, Bechen und Olpe ein Teilgebiet der Stadt Bensberg mit Dürscheid und den umliegenden Gebieten kam.